# Gran Premio de Marbriers
El Gran Premio de Marbriers (oficialmente: Grand Prix des Marbriers) es una carrera ciclista de un día francesa que se disputa en la población de Bellignies (Norte-Paso de Calais) y sus alrededores, en el departamento de Norte en el mes de agosto.
En los años 50 ya se disputaron varias carreras amateur en Bellignies aunque esta se creó en 1961 también como carrera amateur por ello la mayoría de sus ganadores han sido franceses. Sin embargo, no se ha disputado con regularidad. Además ha pasado por diversos status así la edición de 1996 fue un critérium no oficial abierta a profesionales y la del 2004 de categoría 1.6 (máxima categoría amateur). Desde el 2008 forma parte del UCI Europe Tour, dentro de la categoría 1.2 (última categoría del profesionalismo).
Su trazado es de 153 o 160 km.

## Palmarés
En amarillo: edición amateur.

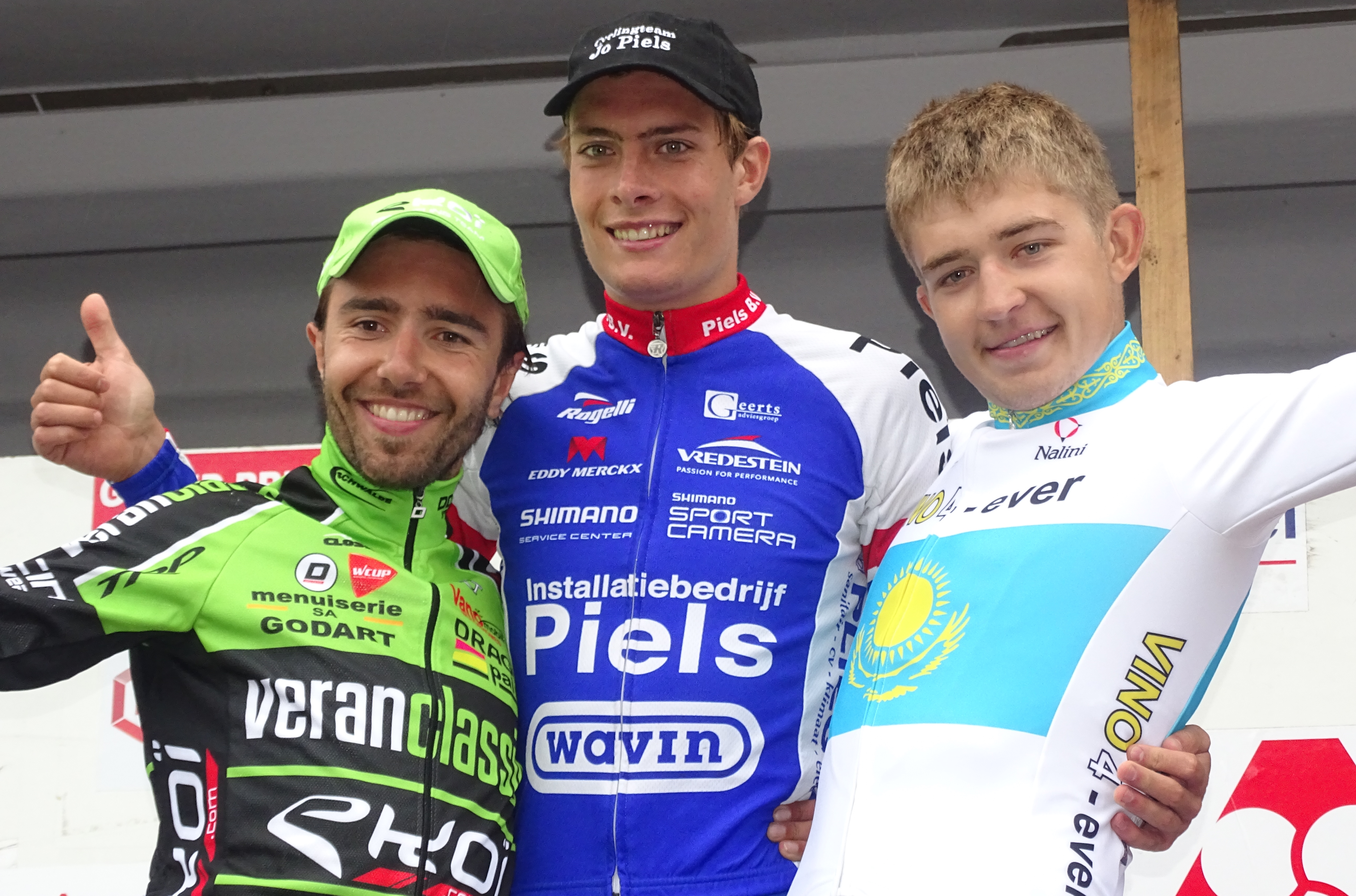
Pódium de la edición 2015: Serge Dewortelaer (2º), Tim Ariesen (1º) y Oleg Zemlyakov (3º).

En naranja: edición amistosa de exhibición no oficial (critérium).
| Año  | Ganador                 | Segundo                | Tercero                |
| ---- | ----------------------- | ---------------------- | ---------------------- |
| 1961 | Michel Prissette        | Bernard Sauret         | Louis Déprez           |
| 1962 | Michel Prissette        | Bernard Sauret         | Maurice Baele          |
| 1963 | Michel Prissette        | Elio Gerussi           | Jean-Marie Leblanc     |
| 1964 | Yves Lepachelet         | Valentin Modric        |                        |
| 1965 | Yves Lepachelet         | Bernard Delaurier      | Bernard Sauret         |
| 1966 | René Bleuze             | José Catieau           | Jacky Ciron            |
| 1967 | Yves Lepachelet         | Efrem Meneghetti       | Michel Prissette       |
| 1968 | Michel Quinchon         | René Quesnel           | Jacky Ciron            |
| 1969 | Bernard Delchambre      | Aldo Ceci              | René Bleuze            |
| 1970 | Willy Teirlinck         | Lucien Pratte          | Bernard Draux          |
| 1971 | Christian De Buysschere | Bernard Draux          | Busignies              |
| 1972 | Daniel Pauwels          | René Bleuze            | René Dillen            |
| 1973 | Bernard Delaurier       | René Bleuze            | Jean-Philippe Pipart   |
| 1974 | René Bleuze             | Bernard Delaurier      | Alain Louise           |
| 1975 | Jean-Philippe Pipart    | Rudy Pevenage          | Alain Louise           |
| 1976 | Marnix Furnière         | Bernard Stoessel       | Alain Louise           |
| 1977 | René Bleuze             | Yannick Ceotto         | Alain Molmy            |
| 1978 | Guy Leleu               | Jacques Desportes      | Alain Molmy            |
| 1979 | Bernard Stoessel        | Philippe Badouard      | Guy Leleu              |
| 1980 | Alain Deloeuil          | Michel Cornelisse      | Jan Nevens             |
| 1981 | Patrice Collinet        | Jean-Michel Avril      | Jérôme Simon           |
| 1982 | Thierry Barrault        | Denis Roux             | Gérard Aviègne         |
| 1983 | Alain Deloeuil          | Thierry Barrault       | Denis Poisson          |
| 1984 | Patrice Esnault         | Yves Bonnamour         | Marc Waymel            |
| 1985 | Marc Seynaeve           | Pascal Dubois          | Alain Deloeuil         |
| 1986 | Manuel Carneiro         | Bruno Bruyere          | Patrick Hosotte        |
| 1987 | Philippe Delaurier      | Manuel Carneiro        | Jean-François Laffillé |
| 1988 | Claude Carlin           | Jean-Claude Annaert    | Laurent Pillon         |
| 1989 | Philippe Delaurier      | Harmen Jansen          | Laurent Desbiens       |
| 1990 | Jean-François Laffillé  | Bruno Huger            | Jarosław Chojnacki     |
| 1991 | Zdisław Wrona           | Claudius Migdol        | Linas Knistautas       |
| 1992 | Mika Hietanen           | Jean-François Laffillé | Gilles Jakiela         |
| 1993 | Michel Lallouet         | Bruno Huger            | Jean-François Laffille |
| 1994 | Jean-François Laffille  | David Derique          | Niels van der Steen    |
| 1995 | Philippe Delaurier      | Cédric Dedoncker       | Fabrice Debrabant      |
| 1996 | Laurent Roux            | Laurent Pillon         | Philippe Delaurier     |
| 1997 | Grégory Barbier         | Seth Pelusi            | Cédric Dedoncker       |
| 1998 | Benoît Poilvet          | Frédéric Delalande     | René Andrle            |
| 1999 | Pascal Pofilet          | Oleg Kozlitine         | Hank Mutsaars          |
| 2000 | Grégory Faghel          | Stéphane Pétilleau     | Pascal Pofilet         |
| 2001 | Pascal Pofilet          | Christophe Le Mével    | Julien Smink           |
| 2002 | Nicolas Dumont          | Nicolas Dubois         | Cédric Vanoverschelde  |
| 2003 | Stéphane Pétilleau      | Jérôme Bouchet         | Shinichi Fukushima     |
| 2004 | Jussi Veikkanen         | Pierre Drancourt       | Yanto Barker           |
| 2005 | Julien Guiborel         | Grzégorz Kwiatkowski   | Frédéric Delalande     |
| 2006 | Benoît Daeninck         | Thomas Nosari          | Mickaël Leveau         |
| 2007 | Sébastien Harbonnier    | Grzegorz Kwiatkowski   | Romain Mary            |
| 2008 | Ben Hermans             | Samuel Plouhinec       | Aurélien Duval         |
| 2009 | Robert Retschke         | Kévin Lalouette        | Pierre Drancourt       |
| 2010 | Kevin Lacombe           | Kévin Lalouette        | Dimitri Claeys         |
| 2011 | Pierre Drancourt        | Kristian House         | Pirmin Lang            |
| 2012 | Sergey Pomoshnikov      | Alexey Lutsenko        | Vyacheslav Kuznetsov   |
| 2013 | Benoît Daeninck         | Silvan Dillier         | Mickael Olejnik        |
| 2014 | Yann Guyot              | Jochem Hoekstra        | Kévin Lalouette        |
| 2015 | Tim Ariesen             | Serge Dewortelaer      | Oleg Zemlyakov         |
| 2016 | Emiel Planckaert        | Gordon De Winter       | Robbe Ghys             |
| 2017 | Karol Domagalski        | Thibault Ferasse       | Jimmy Raibaud          |
| 2018 | Jon Mould               | Thimo Willems          | Mathijs Paasschens     |
| 2019 | Damien Clayton          | Dylan Kowalski         | Jérémy Cabot           |

## Palmarés por países
Sólo se cuentan las victorias profesionales
| País         | Victorias |
| ------------ | --------- |
| Francia      | 3         |
| Bélgica      | 2         |
| Reino Unido  | 2         |
| Países Bajos | 1         |
| Alemania     | 1         |
| Canadá       | 1         |
| Rusia        | 1         |
| Polonia      | 1         |